# وشتة (طالقان)
وشتة هي قرية في مقاطعة طالقان، إيران. يقدر عدد سكانها بـ 593 نسمة بحسب إحصاء 2016.